# Episodi di Lupin (serie televisiva 2021) (prima stagione)
La prima stagione della serie televisiva Lupin (sottotitolata Dans l'ombre d'Arsène, in italiano Sulle orme di Arsenio), composta da 5 episodi, è stata distribuita sulla piattaforma online Netflix l'8 gennaio 2021,.
| n° | Titolo originale | Titolo italiano | Pubblicazione  |
| -- | ---------------- | --------------- | -------------- |
| 1  | Chapitre 1       | Capitolo 1      | 8 gennaio 2021 |
| 2  | Chapitre 2       | Capitolo 2      | 8 gennaio 2021 |
| 3  | Chapitre 3       | Capitolo 3      | 8 gennaio 2021 |
| 4  | Chapitre 4       | Capitolo 4      | 8 gennaio 2021 |
| 5  | Chapitre 5       | Capitolo 5      | 8 gennaio 2021 |

## Capitolo 1
- Titolo originale: Chapitre 1
- Diretto da: Louis Leterrier
- Scritto da: George Kay e François Uzan

Assane Diop lavora come addetto alle pulizie al Museo del Louvre di Parigi. Separato da Claire, la donna con la quale ha un figlio, Raoul, ha anche problemi con un individuo a cui deve rimborsare dei soldi. Per risolvere la questione, propone a quest'ultimo di rubare un collier di diamanti appartenuto alla Regina Maria Antonietta, che verrà messo all'asta durante una cerimonia nell'edificio. Assane illustra il suo piano: gli uomini dovranno entrare come addetti delle pulizie la sera dell'asta, mettere fuori gioco le guardie di sicurezza e, una volta che lui avrà simulato l'acquisto del collier spacciandosi per un milionario, scappare con la refurtiva. Durante l'asta viene presentata Juliette Pellegrini, la cui famiglia, 25 anni prima, aveva subito il furto del collier poi diviso in più parti e venduto in giro per il mondo.
In una serie di flashback, si vede Assane a 14 anni che conosce Juliette, perché il padre Babakar fu assunto come autista proprio di Hubert Pellegrini, il padre della ragazza. Babakar viene spesso rimproverato da Hubert, soprattutto quando viene scoperto a leggere i libri nella biblioteca della casa dei Pellegrini. La moglie di Hubert, Anne, invece offre a Babakar un libro a sua scelta da portare a casa.
All'asta Assane riesce ad acquistare il collier offrendo 60 milioni di euro; quando gli viene consegnato il gioiello, gli uomini da lui ingaggiati lo aggrediscono e rubano la collana ma nella fuga finiscono per precipitare nuovamente nel museo attraverso la grande vetrata all'ingresso e vengono arrestati.
25 anni prima, Babakar viene accusato da Hubert Pellegrini di aver rubato il collier dalla cassaforte nel suo studio, denunciato e arrestato dalla polizia, alla quale non rivela mai cosa ne ha fatto del collier, proclamandosi innocente. Il piccolo Assane un giorno lo va a trovare in carcere, ma Babakar viene trovato impiccato nella sua cella. Tornato a casa da solo, Assane inizia a leggere il libro su Arsenio Lupin che il padre gli aveva regalato per il suo compleanno.
Si scopre che durante la colluttazione con gli uomini che, come da piano, gli hanno rubato il collier, Assane ha nascosto l'originale lanciandolo nella spazzatura, facendosi derubare di un falso riprodotto perfettamente dal suo amico fidato Benjamin. Nel frattempo un agente di polizia, Youssef Guedira, si interessa a una coincidenza: il nome falso usato da Assane, Paul Sernine, è un anagramma di Arsenio Lupin.

## Capitolo 2
- Titolo originale: Chapitre 2
- Diretto da: Louis Leterrier
- Scritto da: George Kay e François Uzan

Assane porta il collier rubato da Benjamin, che dopo averlo analizzato scopre che non è mai stato tagliato, e che quindi la storia raccontata dalla famiglia Pellegrini è falsa: decide quindi di contattare Juliette, dandole appuntamento ai giardini del Lussemburgo. Juliette, sorvegliata a distanza dalla polizia, scopre che il ladro del collier è il suo amico d'infanzia Assane, che le chiede la verità su di esso. Juliette ammette che non è mai stato smontato, ma continua ad assicurare che il ladro fu proprio Babakar. Scoperta la presenza della polizia nel parco, Assane scappa, mimetizzandosi con i molti ciclisti presenti. Assane inizia a dubitare della colpevolezza del padre, di cui invece era sempre stato convinto, e decide di indagare chiedendo informazioni al vecchio compagno di cella di Babakar, un certo Etienne Comet. Per fare ciò deve entrare nel carcere in cui è detenuto, e lo fa scambiandosi di posto con un prigioniero che gli somiglia. Nel carcere scopre che Oblet è ricoverato in infermeria, e l'unico modo per poterlo contattare è farsi ferire da un uomo a cui il detenuto con cui si è scambiato doveva dei soldi. Nell'infermeria Assane interroga Comet, che gli rivela che Babakar, prima di suicidarsi, aveva nascosto un libro nella cella per suo figlio: il libro racconta un episodio delle avventure di Arsenio Lupin, e Assane nota che alcune parole sono state evidenziate, formando la frase: “Sono innocente, incastrato da Anne Pellegrini”.
Dopo la morte del padre, Assane viene portato in una struttura per ragazzi senza famiglia, dalla quale poi verrà iscritto a una prestigiosa scuola grazie all'offerta di un misterioso benefattore. A scuola, Assane conosce Benjamin, che diventa il suo primo vero amico.
Juliette viene interrogata dal capitano di polizia Romain Laugier, che le domanda se conosce il ladro del collier. Lei nega, rifiutandosi di rispondere ad altre domande e minacciando la polizia facendo leva sul potere della sua famiglia. Assane intanto entra nell'appartamento di Anne Pellegrini, rivelandole che il padre l'ha accusata di averlo incastrato. Anne ammette che fu convinta dal marito e dalla polizia di raggiungere un accordo con Babakar, il quale avrebbe dovuto proclamarsi colpevole in cambio di una pena ridotta, la quale invece non fu mai approvata, portando Babakar alla disperazione e al suicidio; Anne però rivela ad Assane che fu proprio lei a pagare la prestigiosa scuola da lui frequentata, sentendosi in dovere di rimediare. Assane poi si reca a casa della moglie di Oblet, al quale aveva promesso di farla sorridere un'ultima volta, regalandole un diamante del gioiello rubato.

## Capitolo 3
- Titolo originale: Chapitre 3
- Diretto da: Louis Leterrier
- Scritto da: George Kay e François Uzan

Assane spia la vita di Gabriel Dumont, commissario di polizia che, quando era ancora un ispettore, fu al comando dell'indagine sul furto del collier dei Pellegrini. Assane si reca quindi al municipio dove, spacciandosi per un tecnico informatico, rapisce Dumont. Dopo averlo rinchiuso in un posto sicuro, inizia a interrogarlo attraverso un microfono che modifica la sua voce, chiedendogli cosa sia successo veramente all'epoca del furto del collier e come mai fu accusato Babakar Diop. Il commissario ricorda l'indagine, e in particolare il momento in cui lui, attento a ogni dettaglio, era convinto che ci fosse qualcosa di misterioso nel furto, avvisando Hubert Pellegrini che avrebbe indagato più a fondo per scoprire la verità.
Durante la scuola, il piccolo Assane fa la conoscenza di Claire, sua compagna di classe, difendendola da un gruppo di ragazzi che la stanno disturbando. In una di queste occasioni, Assane finisce per essere aggredito e ferito, curato poi proprio da Claire, facendo nascere tra i due una profonda amicizia.
Assane continua a mettere Dumont contro il muro, mostrandogli le immagini registrate di nascosto della sua famiglia a casa loro, e addirittura un video modificato da un software in cui si vede Dumont che ammette una serie di reati, chiaramente inventati da Assane come minaccia. In uno scatto d'ira per le continue menzogne raccontate da Dumont, Assane svela di essere il figlio di Babakar, compromettendo l'anonimato. Dumont fa un ultimo tentativo per uscire da quella situazione, promettendo ad Assane di non denunciarlo se lo lascia andare. La polizia intanto indaga sul rapimento del commissario, controllando le immagini delle telecamere di sicurezza, scoprendo un furgone a bordo di cui sono scappati i rapitori. Il furgone viene trovato alla periferia di Parigi e, controllando anche il GPS sul telefono di Dumont, una squadra di agenti parte per arrestare Assane: in un garage trovano il furgone e l'autista, il quale confessa che un uomo lo abbia pagato per scappare fino a lì; Guedira, ricordandosi le avventure di Arsenio Lupin, conclude che probabilmente il commissario è tenuto prigioniero proprio nell'edificio da cui è stato prelevato. Liberato, Dumont torna a casa, distruggendo le telecamere con cui Assane lo spiava da tempo, e chiamando al telefono Hubert Pellegrini chiedendogli un incontro.
Durante le indagini del furto di 25 anni prima, l'ispettore Dumont prova a far confessare Hubert Pellegrini di aver creato una messinscena per riscuotere i soldi dell'assicurazione. Hubert non nega il fatto, ma minaccia l'ispettore di porre fine alla sua carriera, trovando quindi un accordo: Dumont accuserà formalmente Babakar Diop del furto e il signor Pellegrini lo aiuterà a diventare commissario.

## Capitolo 4
- Titolo originale: Chapitre 4
- Diretto da: Marcela Said
- Scritto da: George Kay e François Uzan

Guidando un drone a distanza, Assane fotografa alcuni documenti dalla scrivania di Hubert Pellegrini. Incontra poi il commissario Dumont, minacciandolo di aver rapito sua moglie e chiedendo in cambio della sua liberazione di essere aiutato a incastrare il signor Pellegrini: Dumont suggerisce quindi ad Assane il nome di una giornalista, Fabienne Beriot, che aveva indagato sul conto dei Pellegrini ed era riuscita a scoprire alcune verità losche su Hubert, che per evitare guai si era mosso per portare a termine la carriera della giornalista. Assane trova la Beriot, chiedendole di aiutarlo a far crollare Pellegrini, e la donna, dopo essersi convinta della proposta, gli confida che ha una registrazione di un incontro tra Hubert Pellegrini e alcuni criminali per una vendita di armi, con le quali questi hanno poi compiuto un attentato all'ambasciata francese di Kuala Lumpur. Assane pubblica anonimamente su Twitter un messaggio in cui accusa Hubert Pellegrini di avere un segreto nascosto che mette in dubbio la sua onestà, suscitando grande scalpore in tutta la Francia; Pellegrini prontamente risponde alle accuse di non avere segreti e invita il misterioso personaggio a farsi vedere in pubblico e mostrare le prove di ciò che dice; Fabienne pone una domanda molto precisa che viene colta da Leonard, braccio destro di Pellegrini, che la segue fino alla sua casa. Assane accetta la sfida e si traveste per essere intervistato in televisione, dove mostra il filmato dell'incontro, che però è stato tagliato e modificato dalla stampa su spinta di Hubert Pellegrini, facendo quindi tacere le voci su di lui (Assane non aveva fatto una copia della cassetta prima di consegnarla). Finita l'intervista, Assane scappa dagli scagnozzi di Pellegrini, tornando a casa della giornalista che, visitata poco prima da Leonard, viene trovata impiccata. Juliette chiama il padre per scusarsi per aver dubitato della sua onestà, rivelando che l'autore del furto del collier all'asta del museo è Assane, il figlio di Babakar. Nel frattempo, Guedira confronta l'immagine di un identikit fornito da un testimone e il volto dell'uomo intervistato in televisione, scoprendo finalmente le sembianze del ladro.

## Capitolo 5
- Titolo originale: Chapitre 5
- Diretto da: Marcela Said
- Scritto da: George Kay e François Uzan

Benjamin suggerisce ad Assane di dedicarsi a suo figlio, che è la cosa più importante, e smettere di provare a battere Pellegrini. Intanto Guedira continua a cercare collegamenti tra il furto del collier del museo, l'indagine del furto di 25 anni prima e l'accusa contro Pellegrini, pensando si possa trattare di una storia unica molto più complessa. Assane scopre di essere pedinato da Leonard, ma riesce a seminarlo scappando sui tetti della città, prima di recarsi da Claire per invitare lei e il figlio a un viaggio in occasione del compleanno di Raoul.
Qualche anno prima, Claire parla con la sua psicologa spiegando che non è più sicura che Assane sia l'uomo perfetto per lei, nonostante sia certa che il legame tra i due è unico. Inoltre, scoprendo di essere incinta, si trova a prendere una decisione piuttosto complicata, non conoscendo la reazione di Assane alla notizia e, soprattutto, considerando che lui è un ladro. Assane infatti, sfruttando le sue abilità di cambiare identità, compie furti ai ricchi della città, spacciandosi per poliziotto, rivendendo la refurtiva con l'aiuto del suo amico Benjamin. In aggiunta, Assane tradisce Claire proprio con Juliette, che confessa il suo amore per lui, mentre Assane le rivela che non può più andare avanti così e che vuole stare con Claire. Durante una cena, Claire confida ad Assane di essere incinta, e lui prende la notizia con estrema gioia, portando la donna a credere che la vita insieme possa funzionare.
Durante il viaggio in treno Assane scopre che Leonard lo ha seguito, e riesce a metterlo fuori gioco chiudendolo in un vagone. Poco prima di arrivare, però, Leonard si libera e intima ad Assane di arrendersi, minacciandolo con una pistola. Assane manda un messaggio al capitano Laugier, dandogli la sua posizione e descrivendo come un uomo con un impermeabile beige, che è indossato invece da Leonard: quando scendono dal treno, la polizia infatti arresta Leonard, passando a pochi metri da Assane, che rimane libero con la sua famiglia. La polizia si rende presto conto di essere stata raggirata, perché Leonard non corrisponde all'identikit del ladro, e viene dunque rilasciato. Mentre passeggiano per la cittadina di Étretat, dove sono ambientate le storie di Arsenio Lupin, nel giorno del compleanno del suo autore, Claire chiede ad Assane se possano vivere una vita tranquilla; lui le promette che, dopo aver sistemato le ultime questioni relative a suo padre, le racconterà tutto e saranno liberi. Subito dopo, i due si accorgono che Raoul si è allontanato e corrono a cercarlo, ma Leonard lo ha rapito. Disperato, Assane viene avvicinato da Guedira, che lo chiama “Lupin”.